# Sørenn Rasmussen
Sørenn Rasmussen (* 12. August 1976 in Skive) ist ein ehemaliger dänischer Handballtorwart.
Der 1,93 Meter große und 98 Kilogramm schwere Torhüter stand ab Juli 2010 bei der SG Flensburg-Handewitt unter Vertrag, mit der er 2012 den Europapokal der Pokalsieger und 2014 die Champions League gewann. Zuvor spielte er bis 1994 in Balling, anschließend bei HRH 74 (1994), HEI (1994/1995), Thisted (1995–1997), Viborg HK (1997–2003) und zuletzt bei AaB Håndbold, mit denen er 2010 Meister in Dänemark wurde. Seit der Saison 2014/15 steht er beim dänischen Erstligisten Bjerringbro-Silkeborg unter Vertrag. Mit Bjerringbro-Silkeborg gewann er 2016 die Meisterschaft. Zur Saison 2017/18 wechselte Rasmussen zu Ribe-Esbjerg HH. Seit dem Jahr 2021 ist er zusätzlich als Torwarttrainer beim dänischen Frauen-Erstligisten Herning-Ikast Håndbold tätig. Nach der Saison 2021/22 beendete Rasmussen seine Karriere. Anschließend betreute er zusätzlich die Torhüter des Männer-Erstligisten Team Tvis Holstebro. Weiterhin wurde er im Juli 2022 als Talenttrainer der männlichen Torhüter beim Dansk Håndbold Forbund eingestellt.
Für die dänische Nationalmannschaft bestritt Sørenn Rasmussen 41 Länderspiele. Er stand im erweiterten Aufgebot für die Weltmeisterschaft 2011.
Sein Vorname lautet, etwas ungewöhnlich, „Sørenn“. Er verwendet aber öffentlich meist die übliche Namensform „Søren“.